# Francisco Galán
Francisco Galán Rodriguéz (1902-1971), foi um oficial militar Espanhol.

## Início da vida
Ele era irmão do Capitão Fermin Galán e dos Majores Republicanos José María Galán e Juan Galán. Antes da Guerra Civil Espanhola, ele era um tenente da Guarda Civil Espanhola.

## Guerra Civil Espanhola
Em Julho de 1936, permaneceu fiel ao governo Republicano e liderou uma coluna de Milícia na frente de Somosierra. Em Novembro de 1936, ele liderou a 3ª Brigada Mista do Exército Republicano Espanhol durante a Batalha de Madrid. Em Agosto de 1937 ele foi um dos comandantes Republicanos nas Astúrias e em Setembro de 1937 ele liderou o 14º Corpo do Exército na Campanha das Astúrias e em Outubro ele fugiu a bordo de um barco de pesca para evitar a captura pelos Nacionalistas. Depois disso, em Fevereiro de 1938 ele liderou o XX Corpo na Batalha de Teruel, substituindo Leopoldo Menéndez e liderou o XII Corpo durante a Ofensiva da Catalunha. Em 3 de Março de 1939 foi nomeado comandante militar de Cartagena, mas em 4 de Março ele foi preso pelos partidários de Casado durante a Revolta de Cartagena. Em 6 de Março, ele fugiu de Cartagena para Bizerta a bordo de um navio republicano.

## Exílio
Após o fim da guerra, ele fugiu para a Argentina e viveu lá até á sua morte em 1971.